# Nunavut Arctic College
O Nunavut Arctic College (em inuktitut: ᓄᓇᕗᒻᒥᓯᓚᑦᑐᖅᓴᕐᕕᒃ; em francês: Collège de l’Arctique du Nunavut; em inuinnaqtun: Nunavunmi Inirnirit Iliharviat) é uma corporação da Coroa que é financiada pelo governo de Nunavut e tem vários campi e centros espalhados por todo o território de Nunavut no norte do Canadá.

## História
O college foi fundado em 1995. Suas origens remontam a 1968, quando o governo dos Territórios do Noroeste estabeleceu o Centro de Treinamento Vocacional para Adultos.